# Крискент Мирликийский
Криске́нт Мирлики́йский (греч. Μάιρα Kriskent; ок. III века-IV века) — христианский мученик, пострадавший за веру во Христа, жил в Мирах Ликийских. Память Крискента Мирликийского совершается 13 (26) апреля. Изображается на костре, вместе со своим мучителем. Существуют предположения, что мученик Крискент являлся учеником великого Николая Чудотворца.

## Жизнеописание
Согласно житию, происходил из знатного рода и жил в Мирах Ликийских. По пути в языческий храм Крискент увидел толпу, он стал их убеждать отказаться от язычества и прийти к Христу. Узнав об этом, правитель города пришёл в ярость. На допросе Крискента расспрашивали об его роде и происхождении, но святой не желая неприятностей для своего рода ничего не говорил, кроме того что он христианин и верует во Единого Христианского Бога. Правитель знал отца Крискента и, желая угодить ему, посоветовал святому Крискенту принести жертву идолам, а самому в душе оставаться христианином и верить в христианского Бога. Святой мученик отказался со словами: «Невозможно, чтобы тело делало не то, что мыслит душа, так как душа управляет и движет телом».

### Страдания
Основные источники указывают, что Крискент с помощью Божией проходил самые жестокие мучения. Его били множеством больших камней, часто строгали железными зубьями, чтобы от отрёкся от Христа. После того, как мучители убедились в его неотступности, его сожгли.

## Память
- В православной церкви память мученика Крискента Мирликийского совершается 13 (26) апреля